# Stazione di Saint-Laurent-du-Var
La stazione di Saint-Laurent-du-Var è una fermata ferroviaria della linea Marsiglia-Ventimiglia a servizio di Saint-Laurent-du-Var situato nel dipartimento delle Alpi Marittime, regione Provenza-Alpi-Costa Azzurra.
La fermata ha due binari per servizio viaggiatori.
È servita da TGV e dal TER PACA (Treno regionale della PACA)